# Wartberg ob der Aist
Wartberg ob der Aist est une commune autrichienne du district de Freistadt en Haute-Autriche.